# Veljko Džakula
Veljko Džakula es un político serbocroata de participación activa desde la proclamación de la Región Autónoma Serbia de Eslavonia Occidental (SAO - ZS) en 1990. Su postura moderada lo enfrentó a los que sostenían posiciones radicales dentro de su comunidad.
Luego de la integración de SAO - ZS al sistema constitucional de Croacia en 1995, continuó su actividad representando su comunidad.
Declaró como testigo en los juicios que el ICTY contra Slobodan Milošević, Goran Hadžić y Milan Martić. Durante este último declaró que parte de su familia murió en manos de la NDH en la villa de Kusonje en el año 1942.

## Datos biográficos
En 1970, Veljko Džakula terminó la escuela primaria en Pakrac. En el año 1974 completó la secundaria. En 1979, en la Facultad de Silvicultura de Belgrado obtuvo un grado en ciencias forestales.
En 1982 se mudó a Pakrac donde hasta el año 1991 trabaja en una empresa forestal.
Se casó el 27 de junio de 1984. Tiene un hijo.

## Actividad política antes de la guerra en Yugoslavia
Antes de la guerra, Džakula era miembro de la Liga Comunista de Yugoslavia. Para las primeras elecciones de Croacia de 1990 se unió al SDP (Partido por el Cambio Democrático). Luego de éstas, se adhiere al Partido Democrático Serbio - Croacia (SDS) en mayo de 1990 argumentando “que era importante para los serbios organizarse para poder presentar sus intereses de una manera mejor y más fácil, todo lo que era relevante para sus vidas, es decir.” 
La postura del SDS de Eslavonia Occidental seguía a Jovan Rašković que bregaba por una salida democrática al conflicto a través del diálogo y negociaciones. Esta postura era contraria a la de Milan Babić (Kinin. Luego líder de la RSK), más intolerante. Rašković creía que debía haber una autonomía territorial que podía ser dentro de un futuro estado croata. Esta postura luego no prevalecerá en la región.
El 25 de julio de 1990 participó de la asamblea serbia en Srb, a la que asistieron aproximadamente cien mil serbocroatas. La Asamblea aprobó una Declaración "sobre la Soberanía y la Autonomía de la Nación Serbia"
En junio de 1990 pasó a ser miembro del comité regional del SDS de Eslavonia Occidental. A fin de ese año pasó como jefe y miembro del Comité ejecutivo del partido.
En julio de 1991 integra la dirección y es uno de los organizadores del Foro Democrático Serbio que se orquestó en Lipik con el objeto de encontrar una salida negociada. Dicho foro se constituyó como una línea opuesta al sector radical del SDS – Knin. Por tal motivo, ese mes es forzado a renunciar de sus cargos políticos por parte de los radicales serbios debiéndose trasladar brevemente a Vrnjacka Banja en el sur de Serbia.
A su regreso a Pakrac en agosto, la Guerra se había iniciado en Eslavonia Oriental y en la Krajina. Participó el 12 de agosto en la sesión del comité regional del SDS (Eslavonia Occidental) donde se promulga la creación de la Región Autónoma Serbia de Eslavonia Occidental SAO – ZS "Sprska Autonomna Oblast - Zapadna Slavonija" con Džakula como presidente. La intención del comité era organizar políticamente una estructura política local e iniciar las negociaciones con el gobierno de Croacia con la intención de evitar la guerra. En esa sesión es elegido presidente de la SAO Eslavonia Occidental
Debido a su posición política, el 18 de agosto de 1991 fue detenido por el jefe de policía serbocroata, Jovo Vezmar, hasta el día siguiente cuando comienzan las operaciones en Pakrac.

## Durante la vigencia de la Región Serbia de Eslavonia Occidental (SO-ZS)
El 26 de febrero de 1992, cuando se creó la Republika Srpska Krajina (RSK), Dzakula fue designado vice - primer ministro a cargo de agricultura. Mantuvo esa posición hasta febrero del año siguiente. La región autónoma ser incorpora por lo que dejó de llamarse Autónoma.
El 10 de mayo de 1992, es elegido por la Asamblea de la Región Serbia de Eslavonia Occidental (SO ZS) como su presidente.
En las elecciones municipales de mayo de 1993 fue elegido presidente de la Asamblea Municipal de Pakrac. Ese cargo lo mantuvo hasta el otoño de 1993.
El 18 de febrero de 1993 firmó por la parte de la SO ZS, junto con otras autoridades Serbocroatas, en Doljani, el "Acuerdo de Daruvar". Del lado croata lo firmó un representante del gobierno junto con los intendentes de Novska, Pakrac, Daruvar, Grubišno Polje y Slatina. Este fue un acuerdo entre las partes serbia y croata por el que se convino que por medios pacíficos y diálogo se resolverían todos los problemas existentes tales como los relacionados de servicios públicos, agua, electricidad, carreteras, contactos entre familias en los puestos de control. Fue una forma de abrir un diálogo entre las partes serbia y croata.
Luego de la firma, las autoridades de Knin lo expulsaron de los cargos dentro de la RSK.
El 21 de septiembre de 1993, Džakula fue arrestado y trasladado a Knin, acusándoselo de acciones de traición y espionaje contra la RSK por la firma del acuerdo de Daruvar favoreciendo así la ruptura de la entidad. Luego, fue enviado a la prisión de Glina hasta el 3 de diciembre de 1993. En ambos lados fue maltratado físicamente. Una vez liberado, se trasladó a Pakrac, donde residió escondido por 50 días dado que había una orden de arresto contra él. Huyó a Belgrado donde el 3 de febrero de 1994 hizo declaraciones en el canal de TV independiente Studio B. Sus manifestaciones fueron relacionadas con la situación interna de la RSK manteniendo una posición dialoguista con los croatas. En esos días fue arrestado en Belgrado por miembros de la policía de RSK vestidos de civil y trasladado a Knin, donde sufrió maltratos físicos, y luego a Glina.
Posteriormente, volvió a residir en Pakrac. En las elecciones municipales de mayo de ese año, fue elegido presidente de la Asamblea Municipal de Pakrac (una de las dos municipalidades integrantes de la SO-ZS.
El 4 de mayo de 1995, en el marco de la operación Bljesak, luego de acordar con las autoridades croatas junto con el TC Stevo Harambašić el alto al fuego y la rendición, fue llevado a la estación policial de Pakrac y, al día siguiente, a Bjelovar para interrogatorios. Al otros día fue trasladado nuevamente a Pakrac donde permaneció libre pero, inicialmente, con seguridad provista por UN.
Permaneció en Pakrac. Allí continuó negociando sobre la situación de sus connacionales. Tuvo contactos con representantes internacionales para que las personas que quisieran quedarse en la fenecida SAO-ZS pudieran tener seguridad, libertad de movimiento y pudieran obtener sus documentos. Por otro lado, a los que quisieran partir se les debería permitir salir en convoyes organizados por ACNUR.

## Actividad luego de la guerra
Luego de la guerra, militó activamente por los derechos de los serbocroatas. Desde el año 1997 es presidente de comité directivo del Foro Democrático Serbio en Croacia.
El foro, creado en 1991 en Lipik, se mantiene como una ONG. Se ocupa de los flujos de refugiados y ofrece asistencia jurídica gratuita. Su esfuerzo principal es la actividad humanitaria. Tiene programas de bienestar social para ancianos y débiles y programas de desarrollo que ayudan a las personas a encontrar trabajo por sí mismas y a resolver importantes cuestiones de sus medios de subsistencia. Coopera con los diversos ministerios del gobierno de la República de Croacia, fundamentalmente con el Ministerio de Reconstrucción, con el ministerio de bienestar y atención médica y, a nivel local, a nivel de condado y la municipalidad. También coopera con organizaciones internacionales como  ACNUR, USAid, OSCE y la Comisión Europea u otras embajadas europeas. En el año 2006, la ONG tenía 18 oficinas en la República de Croacia.